# Vincent du Vigneaud
Vincent du Vigneaud (Chicago, 18 maggio 1901 – White Plains, 11 dicembre 1978) è stato un biochimico statunitense.
Isolò, ne determinò la struttura e sintetizzò gli ormoni dell'asse ipofisi-ipotalamo ossitocina e vasopressina. Vinse il premio Nobel per la chimica nel 1955 per «il suo lavoro sui composti solforati biochimicamente importanti, specialmente per la prima sintesi di un ormone polipeptidico».

## Biografia
Vincent du Vigneaud nacque a Chicago nel 1901. La sua formazione universitaria cominciò alla Università dell'Illinois nel 1918 e dal 1926 si trasferì all'Università Johns Hopkins di Rochester. Fu qui che conseguì il dottorato nel 1927. Nel 1932 venne nominato professore di biochimica alla Università Washington a Saint Louis. Dal 1938 du Vigneaud fu direttore del dipartimento di biochimica dell'Università Cornell al Medical College (Ithaca), dove divenne emerito nel 1968. Nel 1974, in seguito a un ictus, si ritirò dalla carriera accademica. Era sposato con Zella Zon Ford e insieme ebbero un figlio (Vincent, Jr) e una figlia (Marilyn Renée). Morì nel 1978.

## Attività scientifica
Agli inizi della sua attività di ricerca Vincent du Vigneaud studiò la struttura dell'insulina e in particolare il legame dello zolfo presente. Nel 1936, studiando lo specifico legame disolfuro, comprese che lo zolfo derivava da residui dell'amminoacido cistina. Successivamente si dedicò allo studio della biotina, che egli identificò come vitamina H, chiarendone la struttura. Nel 1942 realizzò la prima sintesi della biotina. Altro campo di studio riguardò la L-cisteina e la L-metionina, dei quali amminoacidi dimostrò la correlazione metabolica. Si occupò anche della penicillina.
Negli anni cinquanta du Vigneaud si dedicò agli ormoni ipotalamo-ipofisiari, isolando nel 1953 l'ossitocina. Inoltre, l'ossitocina aumentava le contrazioni della muscolatura liscia dell'utero durante la gravidanza e stimolava la produzione di latte dalle ghiandole mammarie. Du Vigneaud ne determinò la sequenza amminoacidica e ne effettuò la sintesi artificiale. Isolò anche la vasopressina e ne determinò la struttura.